# Juicio de los aviadores
El Juicio de los aviadores de la Fuerza Aérea de Cuba por crímenes de guerra tuvo lugar en Santiago de Cuba en febrero y marzo de 1959 contra 43 de sus miembros, pocas semanas después de que el presidente cubano Fulgencio Batista hubiera huido del país y Fidel Castro, al frente de la Revolución cubana, se hubiera apoderado fuerza.
El juicio se dio en contra de los pilotos, los mecánicos y los artilleros acusados de ataques aéreos presuntamente criminales durante la guerra de guerrillas, finalmente fueron absueltos en un tribunal revolucionario por falta de pruebas, Castro incumplió sorprendentemente las leyes penales que había decretado previamente y ordenó un segundo juicio, que terminó con la imposición de largas penas de prisión sin nuevas pruebas. El evento contrastó marcadamente con el principio del estado de derecho, que Castro había defendido como objetivo de su movimiento revolucionario desde 1953, y como un ejemplo destacado de justicia política en el país y en el extranjero proporcionó una de las primeras reacciones negativas importantes a la joven Revolución cubana y su líder irrestricto.

## Antecedentes

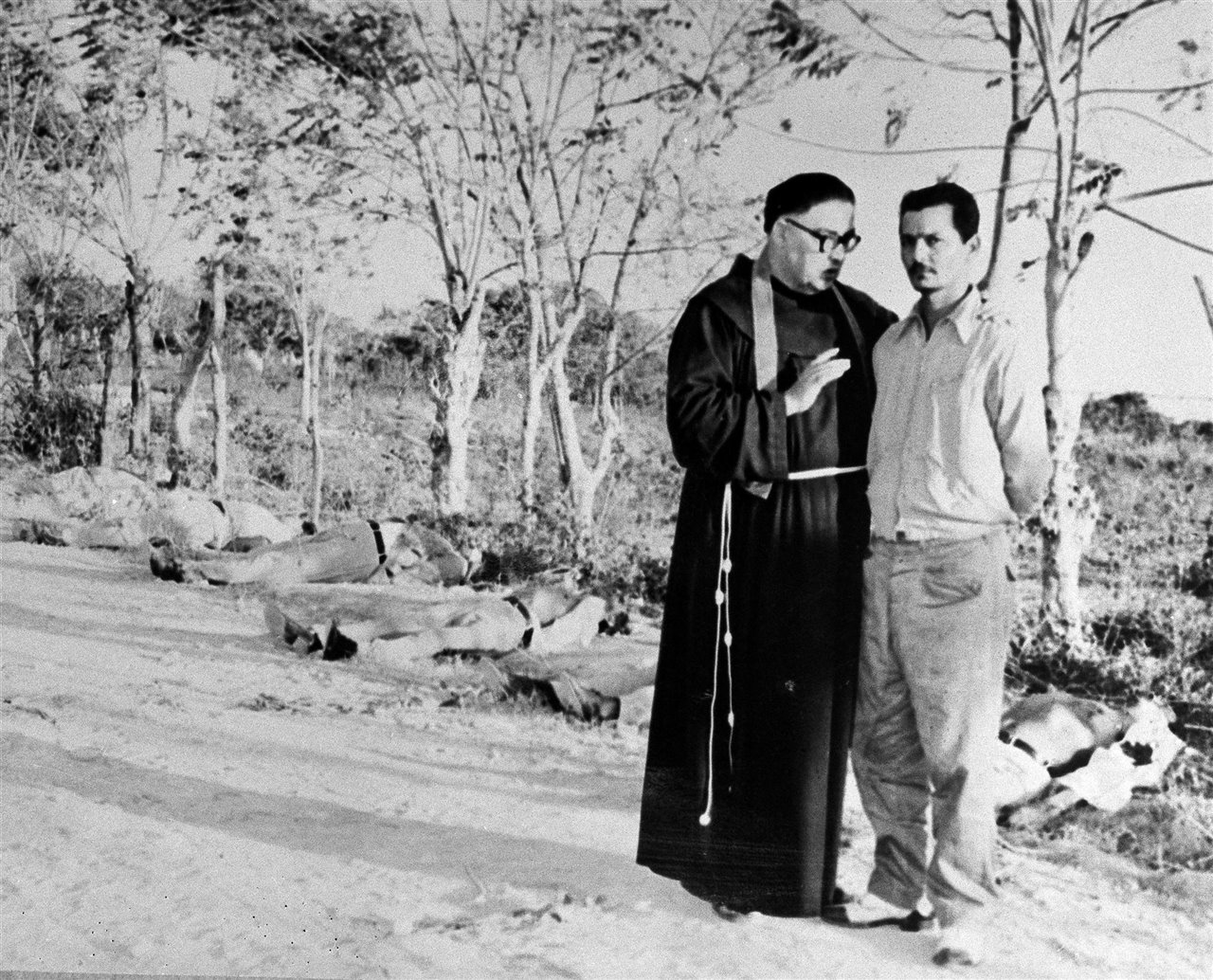
Fusilamientos en enero de 1959.

Luego de que Fulgencio Batista huyera del país con los principales representantes de su gobierno en la mañana del 1 de enero de 1959, las fuerzas armadas cubanas se rindieron sin luchar ante el ejército rebelde comandado por Fidel Castro. Castro y el Movimiento 26 de Julio que encabezóhabía asegurado previamente a los soldados la impunidad por seguir órdenes militares en la guerra de guerrillas y anunció que después de que asumieran el poder, solo castigarían a los criminales de guerra condenados de acuerdo con un conjunto de reglas anunciadas por el ejército rebelde en 1958. Aparte de estos, los miembros de las fuerzas armadas deben conservar sus cargos y continuar sirviendo bajo el nuevo gobierno.

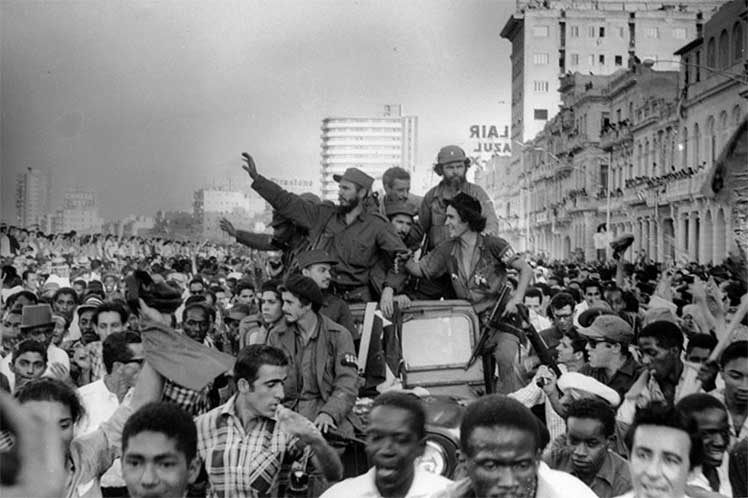
Entrada de Fidel Castro y Huber Matos en La Habana.

En su marcha triunfal desde Santiago de Cuba a la capital La Habana, conocida como la “Caravana de la Libertad”, en la primera semana de 1959, Castro se reunió en Camagüey el 4 de enero para conversar con pilotos de la Fuerza Aérea de Cuba  y les aseguró que no tenían nada que temer de la justicia revolucionaria. También les ofreció trabajo en la aerolínea estatal Cubana de Aviación. En un discurso público el mismo día, dijo que quería "bombardear la Sierra Maestra con regalos" con ellos.

Escarapela de aviones de la Fuerza Aérea de Cuba 1955-1959

Unas semanas más tarde, sin embargo, hizo arrestar a 43 miembros de la aviación bajo la acusación de haber cometido los crímenes de guerra más graves en el curso de la guerra de guerrillas. Desde los primeros días de la toma del poder, los revolucionarios habían ejecutado a decenas de miembros de las fuerzas armadas y de la policía, así como a presuntos y reales simpatizantes civiles del antiguo gobierno de Batista, en su mayoría después de los llamados tribunales revolucionarios, en muchos casos sin ningún juicio.

## El primer proceso

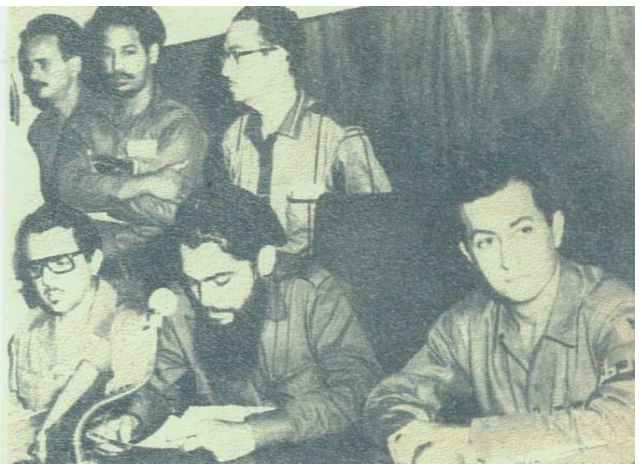
Adalberto Parúas Toll, Felix Pena Díaz y Antonio Michel Yabor.

Del 13 de febrero al 2 de marzo de 1959 tuvo lugar en Santiago de Cuba el primer juicio contra los miembros de la Fuerza Aérea de Cuba ante un tribunal revolucionario designado por Fidel Castro en la provincia de Oriente como máxima corte marcial. Fue presidida por el Comandante del ejército rebelde Félix Pena Díaz, asistido por el Mayor y Piloto Antonio Michel Yabor y el Teniente y Abogado Adalberto Parúas Toll. Fueron acusados 19 pilotos, 19 artilleros y 5 mecánicos de aeronaves. Los cargos incluyeron genocidio, asesinato y varios otros delitos que involucraron a más de 600 personas bajo el mando de Fulgencio Batista. La realización de incursiones aéreas en zonas pobladas del oriente de Cuba en la segunda mitad de 1958. Estas incursiones aéreas habían causado un total de 8 muertos civiles. El fiscal era el capitán del ejército rebelde, Antonio Cejas Sánchez.

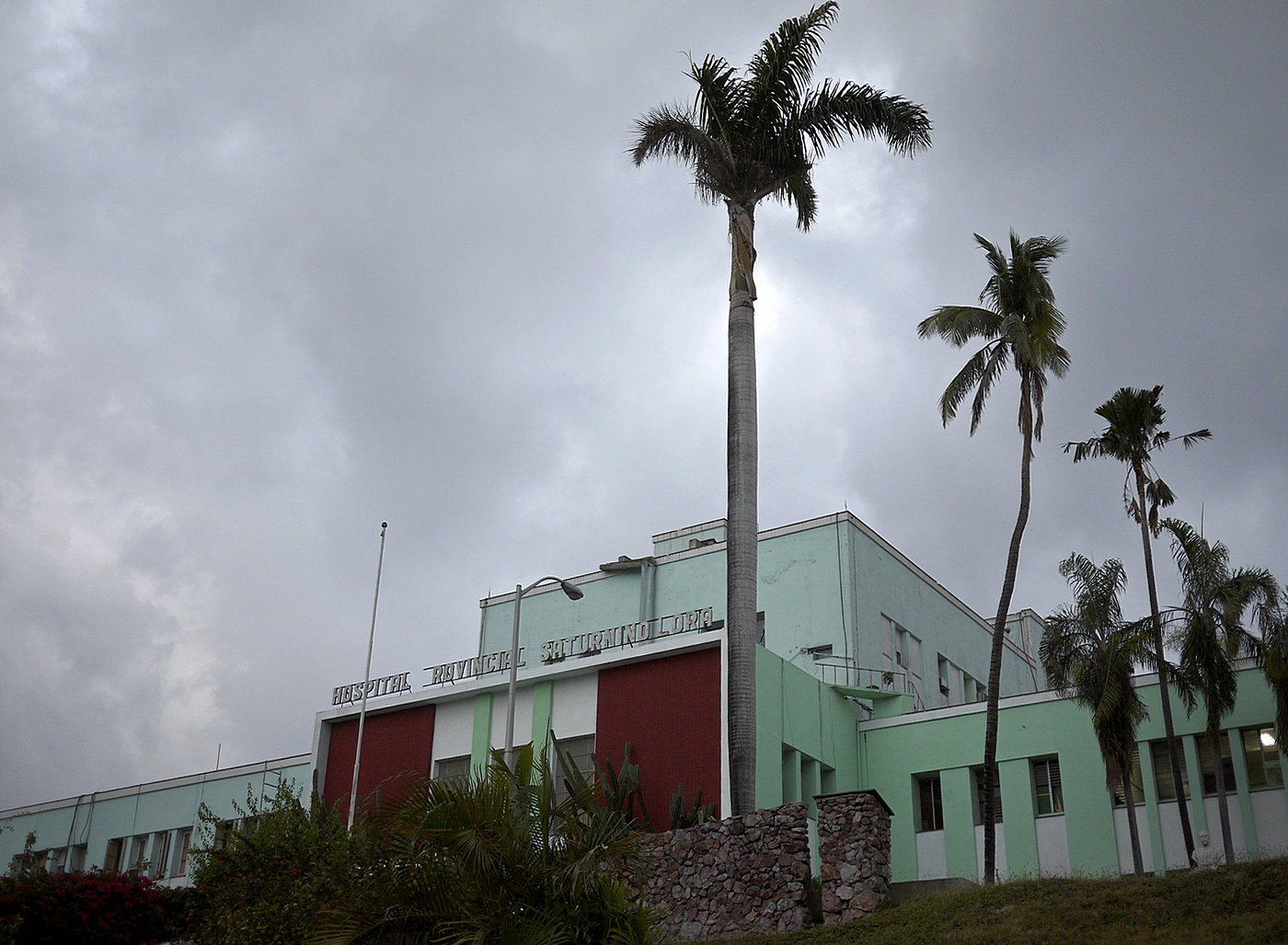
Hospital Provincial de Santiago de Cuba, donde se celebraron los juicios en 1959.

El sentimiento hostil hacia los acusados prevaleció en los medios locales: El primer día del juicio, apareció en un lugar destacado un reportaje titulado “Sagua, la lídice cubana” en un diario de Santiago, en el que el pequeño pueblo, que había atacada por ataques aéreos durante la guerra, Sagua de Tánamo fue comparada con Lídice, un pueblo checo destruido por las fuerzas armadas del Tercer Reich, fue un grave crimen de guerra cometido por las tropas alemanas durante la Segunda Guerra Mundial, con cientos de víctimas asesinadas, Lídice fue completamente destruido. El fiscal, que además de esta función también había dirigido la investigación, dedicó 10 horas a explicar el material incriminatorio y tuvo su discurso grabado y difundido por las estaciones de radio de la región y el texto impreso en los periódicos. Al mismo tiempo, sin embargo, impidió la cobertura mediática de los alegatos de la defensa. Finalmente, Cejas pidió la pena de muerte para 22 de los acusados, penas de prisión de entre cinco y siete veces 30 años para otros 21 acusados y la absolución para dos mecánicos.
Después de que el tribunal, después de extensas audiencias de testigos, no pudiera encontrar ninguna prueba sólida de los cargos presentados, su presidente Félix Pena Díaz, de acuerdo con los dos asesores, absolvió a los acusados de todos los cargos el 2 de marzo y ordenó su liberación inmediata. No fue posible establecer la existencia de genocidio o asesinato, ni refutar el argumento de la defensa de que los rebeldes estaban presentes en los pueblos atacados, convirtiéndolos en objetivos legítimos. La fiscalía tampoco logró asignar ataques individuales a acusados específicos. Tras el anuncio de la sentencia, estallaron manifestaciones de protesta en Santiago de Cuba, exigiendo la ejecución de los absueltos. Por orden del comandante militar de la Provincia de Oriente, Mayor del ejército rebelde Manuel Piñeiro, los integrantes de la fuerza aérea no fueron liberados sino trasladados al penal de Boniato, en la periferia norte de la ciudad.

## Intervención de Fidel Castro

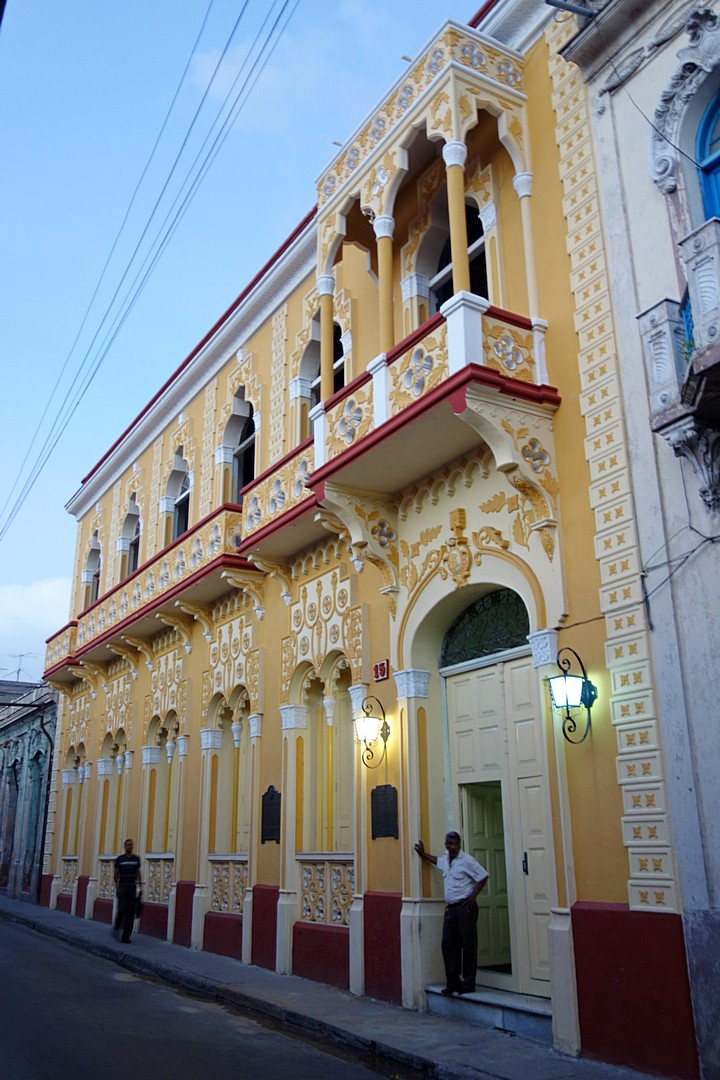
Antigua sede del Colegio de Abogados de Santiago de Cuba.

El 3 de marzo, Fidel Castro, quien reemplazó al liberal profesor de derecho José Miró Cardona como primer ministro el 16 de febrero, declaró inválida la sentencia. Lo describió como un:"grave error que no se debe permitir" "para absolver a estos miembros criminales de la Fuerza Aérea". “Sería el colmo de la locura de un pueblo y de una revolución liberar a los que han demostrado ser los más cobardes asesinos y servidores de la tiranía.” Castro continuó diciendo que los tribunales revolucionarios no necesitaban más evidencia que los:
"pueblos y aldeas destruidos y las docenas de cadáveres de niños y mujeres asesinados por balas y bombas".
El veredicto con el número real de muertos civiles registrado había 8 no publicados por el Gobierno. Luego justificó el castigo exigido como una medida preventiva: por una cuestión de seguridad pública, la revolución no debe permitir bajo ninguna circunstancia que “estas miserables criaturas” “vuelvan a volar contra Cuba y sigan escribiendo su nefasta historia de tristeza y tragedia”. Afirmó que el veredicto no se basó en consideraciones legales sino políticas. Por esta razón no fue válida y hubo que convocar a un nuevo tribunal para que juzgara debidamente el caso. La jurisprudencia revolucionaria no se basa en normas jurídicas, sino en la "convicción moral" del pueblo. El mismo día continuaron las manifestaciones contra la absolución en Santiago de Cuba. Manuel Piñeiro, quien era responsable de la seguridad en la región y había sido hombre de confianza de Fidel Castro desde 1955, anunció que los absueltos no serían puestos en libertad, pero que se haría un recurso de apelación a pedido del Ministerio Público.
También el 3 de marzo, los abogados defensores penales de los 43, con el apoyo de los Colegios de Abogados de Santiago y La Habana, se dirigieron a Fidel Castro y al público y señalaron que los artículos de derecho penal adoptados y publicados por el ejército rebelde en 1958 eran una revaluación de los hechos del primer juicio no lo permiten. El recurso de casación sólo podrá referirse a hechos ya declarados probados. Los colegios de abogados exigieron las garantías necesarias para el proceso de apelación para poder ejercer su profesión y recordaron a Castro su promesa de que la revolución devolvería el respeto a la ley. Para asegurar la conciencia pública, el Colegio de Abogados de Santiago financió un gran anuncio en el diario nacional con sede en La Habana Diario de la Marina titulado “A la Opinión Pública: El Colegio de Abogados de Santiago sobre el Juicio a la Fuerza Aérea en Santiago”, que contenía el veredicto completo del primer tribunal, las disposiciones legislativas dictadas por el movimiento revolucionario en materia de apelación y revisión de causas penales, y cartas abiertas al Primer Ministro Fidel Castro y al Presidente Manuel Urrutia Lleó.
Además de que la intervención de Castro contradijo las normas expresamente establecidas en el Código Procesal Penal, que por decisión oficial de su gobierno constituyó la base legal de los tribunales revolucionarios, también quebrantó el principio del Estado de derecho internacionalmente reconocido "Non bis in idem" (Prohibición de la doble exposición), según la cual los hechos finalmente esclarecidos por un juez no pueden ser utilizados en una segunda decisión contra el interesado.

## El segundo proceso
La audiencia de apelación comenzó el 5 de marzo y finalizó con el pronunciamiento del veredicto el 7 de marzo. Esta vez, el tribunal revolucionario creado específicamente para este propósito estuvo integrado por cinco altos representantes del ejército rebelde, todos miembros del más alto rango militar (mayor/comandante), presidido por Manuel Piñeiro. Los cuatro asesores fueron Carlos Iglesias Fonseca, Demetrio Montseny, Belarmino Castillas y Pedro Luis Díaz Lanz, comandante de la fuerza aérea rebelde. En la función de fiscal en sustitución de Cejas se brindó inicialmente a Juan Escalona, pero fue reemplazado antes del inicio de las diligencias por el ministro de Defensa en funciones y también el mayor Augusto Martínez Sánchez. Los abogados defensores siguieron siendo los mismos siete abogados que en el primer juicio, pero a los acusados no se les permitió asistir a la audiencia pública. Las objeciones de la defensa, planteadas al comienzo del juicio de que las apelaciones en casos de absolución eran inadmisibles conforme a la ley, fueron desestimadas por infundadas por el presidente del tribunal.
Durante el juicio, una audiencia ruidosa y emocional creó una atmósfera agresiva y contraria a la defensa, que el fiscal fomentó atacando a los abogados defensores. El abogado defensor Carlos Peña-Jústiz dijo que había sabido por círculos del ejército rebelde que ya se había enviado una orden a Santiago desde La Habana para condenar a ocho de los acusados a muerte y los demás a largas penas de prisión. Peña-Jústiz ya había asumido la defensa de cuatro de los imputados (incluido Gustavo Arcos) en el proceso penal de 1953 contra los asaltantes encabezados por Fidel Castro en el cuartel Moncada y luego se unió al Movimiento 26 de Julio. Conectado, en el que se había alzado con el fin exitoso de la resistencia contra Fulgencio Batista al líder de la clandestinidad en Santiago.

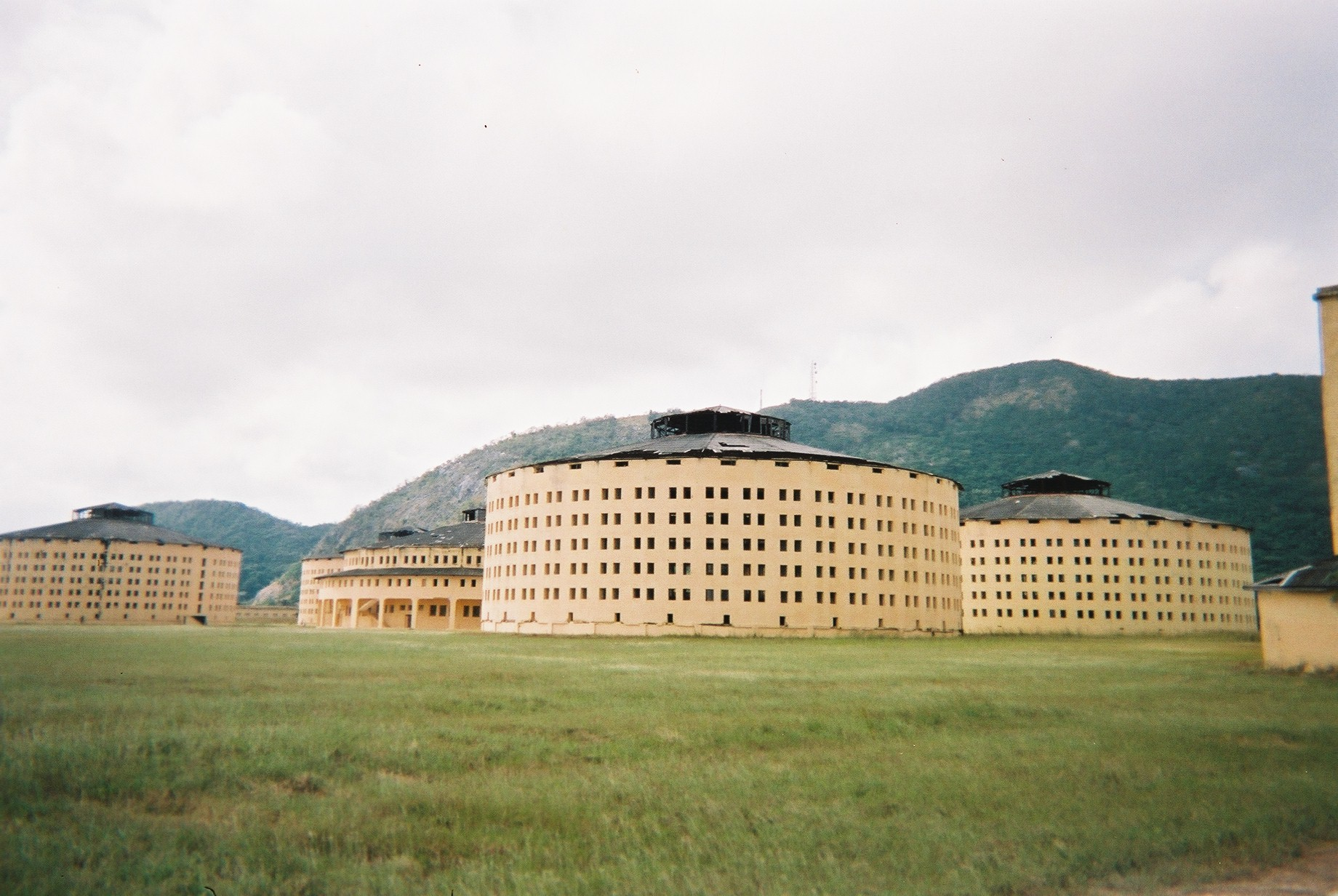
Cárcel Presidio Modelo en Isla de la Juventud, donde los convictos pasaron sus condenas.

El juicio tuvo pocos elementos de un concurso de argumentos legales, que consistieron esencialmente en calumnias dirigidas a la defensa. El fiscal Martínez calificó la línea de defensa de Peña-Jústiz como una "cadena de mentiras" y lanzó fuertes ataques personales al abogado defensor Arístides D'Acosta, a quien calificó de representante de la dictadura de Fulgencio Batista y quien fue recibido con salvajes abuso del público y se le instó a abandonar la sala del tribunal sin ninguna protección del tribunal. Martínez argumentó que los miembros de la Fuerza Aérea de Cuba eran asesinos como Batista, ya que no había habido rebelión contra la dictadura dentro de la Fuerza Aérea.

Mientras el juicio aún estaba en curso, Fidel Castro reiteró el tema de la culpabilidad de los acusados, diciendo en la televisión nacional que el personal de la Fuerza Aérea merecía, si no la pena de muerte, al menos largas penas de prisión y trabajos forzados. Los acusados eran “el cordón umbilical entre los reaccionarios y los criminales de guerra.” También acusó a los colegios de abogados de Santiago y La Habana, que le habían pedido el cumplimiento de las leyes que había promulgado, de actitud antirrevolucionaria. Se puso en marcha la “oposición reaccionaria a su gobierno”. "Sin duda hay una conexión entre ciertos abogados de Santiago y la campaña antirrevolucionaria". También anunció que viajaría personalmente a Santiago antes de pronunciarse la sentencia, para explicar los hechos al pueblo en un discurso, que finalmente pronunció a los pocos días de pronunciada la sentencia. Concluyendo su discurso de defensa, Peña-Jústiz le dijo al Tribunal Revolucionario:
“Si ustedes condenan a estos tipos que ya fueron absueltos, están convirtiendo a Fidel Castro en el Napoleón del Caribe y a la revolución en una tiranía”.
Agregó que el general mexicano Porfirio Díaz, al igual que otros líderes latinoamericanos, fue un héroe popular cuando llegó al poder, pero luego recurrió a la violencia para mantenerse en el poder durante 30 años. En la noche del 7 de marzo, el Tribunal Revolucionario anunció su veredicto: 20 acusados fueron condenados cada uno a 30 años en un campo de trabajo, nueve a 20 años y doce a 2 años. Dos de los mecánicos fueron absueltos. No se presentaron nuevas pruebas durante el segundo juicio. Fidel Castro habla dado la orden al Tribunal de que dictara pena de muerte por fusilamiento, a la totalidad de los aviadores, pero gracias a la intervención del arzobispo de Santiago de Cuba, Monsenor Enrique Pérez Serantes, la sentencia de muerte fue sustituida por una de privación de libertad.

## Reacciones y Consecuencias
El 23 de marzo, Fidel Castro explicó su entendimiento de cuán obligado estaba por la ley:
“Vamos a respetar la ley, pero la ley de la revolución; vamos a respetar los derechos, pero los derechos de la revolución, no los viejos derechos, sino los nuevos derechos que vamos a crear. Para la antigua ley: ningún respeto. Por la nueva ley: respeto. ¿Quién tiene derecho a cambiar la constitución? La mayoría. ¿Quién tiene la mayoría? La revolución.”
El 8 de mayo, agregó: “No estamos obligados a violar las leyes porque las hacemos nosotros mismos.” Según un asistente que testificó más tarde, Castro, confirmando su oposición a la absolución de Santiago, le dijo:
“No estoy obligado por ley alguna. Aquí no hay otra que la justicia revolucionaria. Aquí no hay más constitución que la voluntad de la revolución. Soy ante todo el líder de la revolución y solo luego el primer ministro.”
Después del juicio de Santiago, otros miembros de la antigua Fuerza Aérea de Cuba también fueron condenados a largas penas de prisión con trabajos forzados en tres juicios menores en Camagüey, Santa Clara y La Habana, por lo que el total de condenados superaba los 75.
Incluso antes de que terminara el segundo juicio, los tres miembros del primer tribunal revolucionario habían anunciado su renuncia y, contrariamente a las críticas de Fidel Castro, enfatizaron públicamente que habían seguido las leyes de la revolución con su absolución. En alusión al famoso alegato de Castro de 1953 "La historia me absolverá" , declararon que enfrentarían "el juicio de la historia" con la conciencia tranquila.

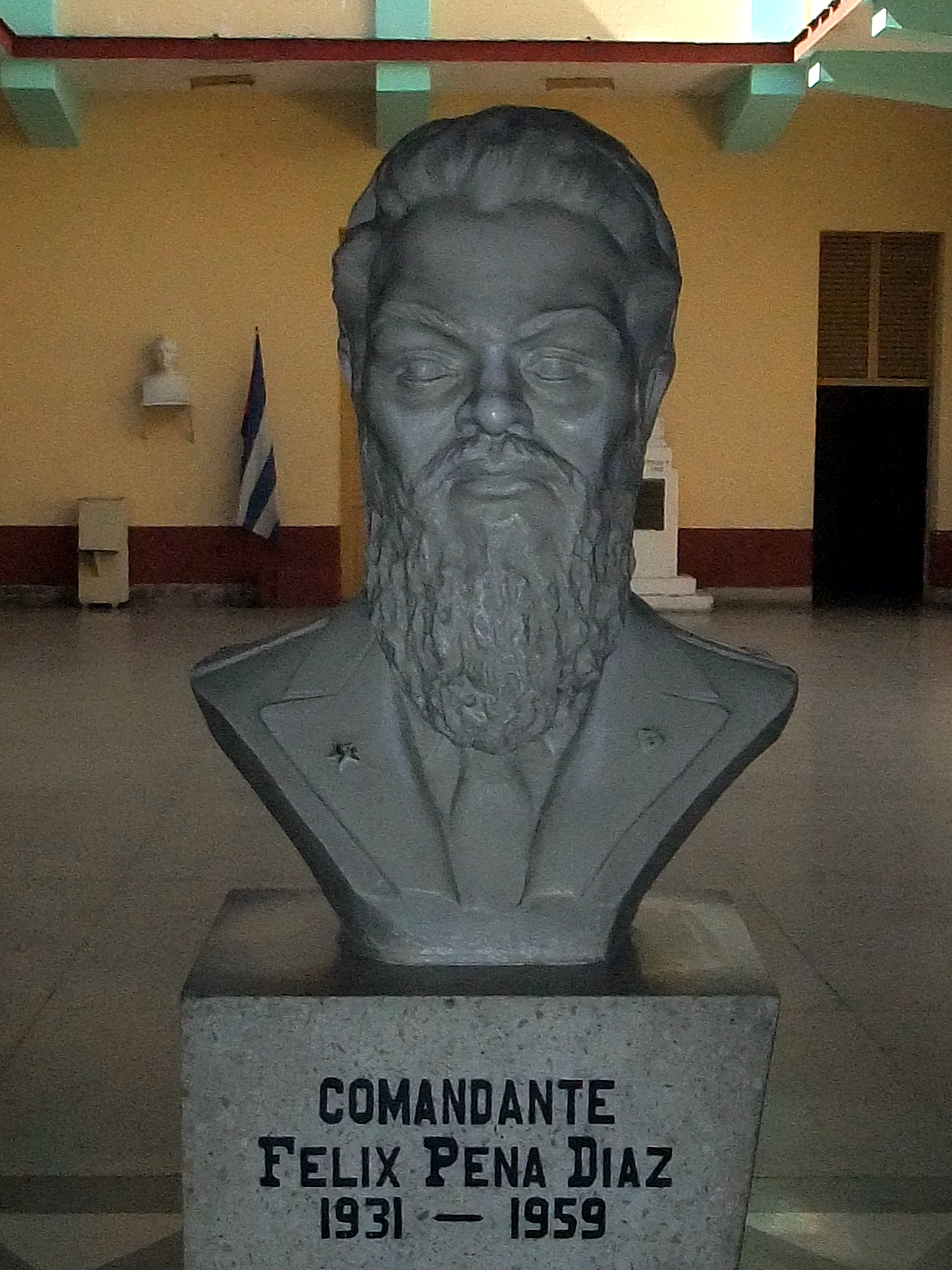
Busto de Félix Pena Díaz, jefe del Tribunal Revolucionario original.

Mientras tanto, varios comités de soldados del ejército rebelde en Santiago visitaron periódicos y estaciones de radio para expresar su solidaridad con el presidente de la corte Félix Pena Díaz, quien había sido desacreditado por la primera absolución, y su actitud. Es un revolucionario honorable y valiente que ha administrado justicia.
El 14 de abril de 1959 Pena fue asesinado a balazos en La Habana, según el relato oficial se trató de un suicidio. Hijo de la ciudad y respetado luchador contra la dictadura de Fulgencio Batista, a su funeral asistió una gran multitud, pero sin la presencia ni comentarios de Fidel Castro, ni mención alguna de los medios de comunicación controlados por el gobierno revolucionario. Pena estaba a punto de casarse y embarcarse en una luna de miel en Europa, donde ocuparía un puesto en Bonn como agregado militar en la embajada de Cuba. Según el historiador cubano Luis Aguilar, el jefe de la escolta de Peña fue posteriormente asesinado a tiros en un incidente calificado oficialmente como accidente. Adalberto Parúas y Antonio Michel, los otros dos miembros del primer tribunal revolucionario, luego huyeron al exilio, desde donde hicieron campaña contra la autocracia castrista. Se detuvo a varios testigos de la defensa y se prohibió a los abogados defensores ejercer su profesión. El abogado defensor Peña-Jústiz fue luego encarcelado como preso político de 1961 a 1965.

### Reacciones en el extranjero
También en el extranjero hubo reacciones a la intervención de Fidel Castro en el poder judicial revolucionario, tanto entre los partidarios como entre los opositores a la revolución. En un telegrama denominado "consejos amistosos", los senadores colombianos pidieron cuentas al dictador Gustavo Rojas Pinilla, que gobernó hasta 1957, llamando a Castro a seguir siendo el "digno abanderado de la ley y la justicia" que él mismo había sido una "lucha heroica por la restauración de los principios de la libertad y la democracia". No fue sino hasta 20 años después del doble juicio que el caso fue establecido por la Organización de los Estados Americanos Enviado a la Comisión Interamericana de Derechos Humanos (CIDDH) para su revisión. Luego de que el gobierno cubano no hubiera respondido a la solicitud de comentarios de la Comisión desde 1979, la CIDH aceptó el relato presentado como exacto en 1981 y condenó al gobierno cubano por violar los derechos fundamentales de estos presos políticos. Según este, en el verano de 1979 seguían en prisión los 28 miembros de la Fuerza Aérea de Cuba que habían sido condenados a largas penas de prisión, con la única excepción del piloto Eulelio Beruvides, que estaba gravemente enfermo y fue puesto en libertad anticipadamente (cuya pequeña hija había escrito al Papa desde Miami en 1964). De hecho, los presos habían sido liberados en el transcurso de 1979.

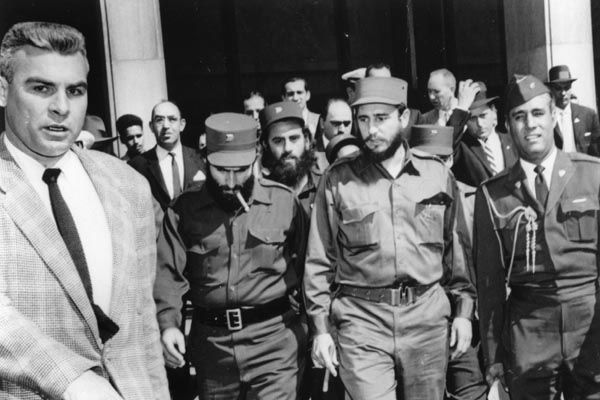
Fidel Castro durante una visita a Washington D. C.

Las protestas más violentas contra la sorpresiva violación de los principios del estado de derecho por parte de Fidel Castro provinieron de Estados Unidos, donde las ejecuciones sumarias de la dirección revolucionaria, que ya sumaban más de 400 al mismo tiempo,  proporcionaron por un rechazo aún más fuerte en la discusión pública, tanto entre los políticos como en los medios de comunicación. Cuando Castro viajó a los Estados Unidos el mes siguiente e hizo numerosas apariciones allí como demócrata y anticomunista, su percepción del público estadounidense mejoró significativamente mientras tanto.

## Clasificación histórica
El historiador alemán Michael Zeuske ve el juicio de los miembros de la fuerza aérea como un punto de inflexión en la percepción pública de la política del régimen revolucionario hacia sus oponentes:
"Fue solo después de las intervenciones masivas de Castro en el juicio de los pilotos de la Luftwaffe de Batista en marzo de 1959 que el intervenciones fueron claramente identificadas como 'violencia revolucionaria' y hasta cierto punto como 'terror'.”
Boris Goldenberg también cita el doble proceso en su descripción de la Revolución cubana como un momento en el que el estado de ánimo eufórico de optimismo que había abarcado hasta ahora grandes sectores de la población en Cuba "Alzaron sus voces críticas" por primera vez.
La comparación de Fidel Castro con Napoleón Bonaparte, esbozada por el abogado defensor Peña-Jústiz con motivo de la inédita intervención en el poder judicial, apareció aún con más frecuencia en las décadas siguientes en la evaluación del sistema de gobierno instaurado por Castro. Michael Zeuske, quien es fundamentalmente positivo sobre el gobierno revolucionario cubano, también reconoce "elementos caudillistas - bonapartistas" en el sistema cubano. La finalidad citada por Castro como motivo importante del encarcelamiento de miembros de la Fuerza Aérea de Cuba para prevenir futuros delitos -como castigo de antemano independiente de la culpabilidad probada- llegó incluso más tarde al código penal como una peculiaridad problemática del ordenamiento jurídico cubano. Hasta el día de hoy, el párrafo 72 tipifica el tipo penal de “Peligrosidad Social Predelictiva”, que también se utiliza contra miembros de la oposición, como una “tendencia a delinquir” que el tribunal atribuye a “conductas que contradiga las normas de la moral socialista” por parte de un imputado y puede ser sancionado con un máximo de 4 años de prisión.
Inmediatamente antes de su huida, el 16 de enero de 1960, el miembro del primer tribunal, Antonio Michel Yabor, logró publicar su renuncia como mayor de la Fuerza Aérea de Cuba, escrita como carta abierta a Fidel Castro, en el diario Avance. En él, se refirió extensamente al juicio del año anterior, escribiendo que esta era la primera vez que veía a Castro decir una cosa en privado antes de fingir públicamente algo completamente diferente. Este método ahora se ha convertido en un hábito. Castro había traicionado los objetivos de la revolución y ahora declaraba traidores a todos los revolucionarios que no estaban dispuestos a seguirlo en la realización de planes de origen extranjero, lo que equivalía a un sistema totalitario.

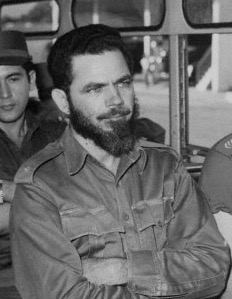
Huber Matos después de ser arrestado.

En junio de 1959, el jefe de la Fuerza Aérea Pedro Luis Díaz Lanz, quien estuvo involucrado en el segundo veredicto, se dio a la fuga y en octubre el mayor Huber Matos anunció su retiro de la dirección de la revolución y posteriormente fue condenado a veinte años de prisión a instigación de Castro por alta traición.
El doble juicio de Santiago y la intervención de Castro no están contemplados en la historiografía oficial cubana. El artículo sobre el mayor del ejército rebelde Félix Pena Díaz en la enciclopedia oficial en línea EcuRed solo menciona brevemente que "según algunos puntos de vista" se "equivocó" en la "[no] imposición de las penas" en el tribunal revolucionario, que presidido, contra los pilotos, lo que se debió a "su falta de experiencia en estas actuaciones". El periodista e historiador cubano Luis Aguilar, quien huyó al exilio en 1960 y fue excompañero y condiscípulo de Castro, cita el proceso, que fue anulado por orden de Castro, como un ejemplo de cuando “murió la Revolución Cubana”, casi al mismo tiempo que todo el país estaba cubierto de carteles que decían: “El pueblo es la revolución, la revolución es Fidel”. Ya nadie más contaba y esta fue la hora del nacimiento de la dictadura.